# Lya Berger
Lya Berger, właśc. Marie Thérèse Léone Julia Berger (ur. 11 kwietnia 1877 w Châteauroux, zm. 5 sierpnia 1941 w Paryżu) – francuska pisarka.
Wiersze pisała już w dzieciństwie. Jej pierwszy tomik poetycki, Réalités et rêves, spotkał się z przychylną oceną Sully'ego Prudhomme'a, który opatrzył go przedmową. Wraz z Marguerite Duportal, Émile Trolliet, Achille'em Paysantem, Gustave'em Zidlerem i Henrim Allorge'em należała do grupy literackiej skupionej wokół pisma „Revue des Poètes” założonego przez Ernesta Prévosta. Publikowała także powieści, relacje z podróży i opracowania krytycznoliterackie dotyczące poetek belgijskich, holenderskich i niemieckich. Współpracowała z „Mois littéraire et pittoresque”, „La Renaissance contemporaine”, „Annales politiques et littéraires”, „Dimanches littéraires”, „Argonautes”, „L’Écho littéraire, artistique et scientifique”, „L’Écho de Paris”, „Lisez-moi bleu” i „Censeur”. W roku 1910 Théodore Joran zadedykował jej swoje dzieło Les féministes avant le féminisme (Feministki przed czasami feminizmu).
Do czasu II wojny światowej twórczość Berger cieszyła się dużą popularnością. W roku 1922 Towarzystwo Literatów Francuskich ustanowiło nagrodę jej imienia.

## Główne dzieła
- Réalités et rêves (Rzeczywistości i marzenia), 1901
- Les pierres sonores (Dźwięczne kamienie), 1905
- En Lorraine (W Lotaryngii), 1907
- Les sources ardentes  (Gorące źródła), 1908
- Les femmes poètes de l'Allemagne (Poetki w Niemczech), 1910
- Les effigies (Wizerunki), 1911
- La Germania vaincue (Zwyciężona Germania), 1914
- En vacances aux bords du Rhin (Wakacje nad brzegiem Renu), 1917
- Sur les routes bretonnes (Na bretońskich drogach), 1920
- Les femmes poètes de la Hollande (Poetki w Holandii), 1922
- Les femmes poètes de la Belgique (Poetki w Belgii), 1925
- C'est l'amour qui gagne  (To miłość zwycięża), 1926